# Рубежница (приток Ловати)
Рубежница — река в России, протекает по Великолукскому району Псковской области. Исток реки находится к югу от деревни Власково. Далее река течёт на север, затем поворачивает на северо-запад и, около устья, на запад. Устье реки находится к югу от деревни Губаны, напротив деревни Хохлово в 309 км по правому берегу реки Ловать. Длина реки составляет 18 км, площадь водосборного бассейна — 98,2 км².
На реке расположены деревни Букровской волости: Власково, Клизново, Букрово-1, Марипчелки, Кузнецово, Ямно. Устье реки находится на территории Черпесской волости у деревни Губаны.

## Данные водного реестра
По данным государственного водного реестра России относится к Балтийскому бассейновому округу, водохозяйственный участок реки — Ловать и Пола, речной подбассейн реки — Волхов. Относится к речному бассейну реки Нева (включая бассейны рек Онежского и Ладожского озера).
Код объекта в государственном водном реестре — 01040200312102000022974.